# 厚木市立睦合中学校
厚木市立睦合中学校（あつぎしりつ むつあいちゅうがっこう）は、神奈川県厚木市にある公立中学校。

## 概要
- 校歌
  - 作詞：小島喜一
  - 作曲：曽我晃也
- 校地
  - 校地面積：24,900平方メートル
  - 海抜：54m
- 学校教育目標

「未来を拓き　ともに支え歩む　生徒の育成」
　　〜学ぶ力　拓く力　つなぐ力の育成〜

## 沿革
- 1947年（昭和22年）5月 - 睦合村立睦合中学校として、三田小学校に併設発足する。
  - 7月 - 荻野中学校とともに、県立愛甲農業学校の跡地に移転する。
- 1949年（昭和24年）8月 - 睦合村外一箇村学校組合立睦野中学校と改称する。
- 1951年（昭和26年）10月 - 睦合村立睦合中学校に名称を変更する。
- 1955年（昭和30年）2月 - 町村合併により、厚木市立睦合中学校と改称する。
- 1977年（昭和52年）3月 - 林中学校が分離開校する。
- 1988年（昭和63年）3月 - 睦合東中学校が分離開校する。

## 通学区域
- 厚木市
  - 及川
  - 及川1丁目の一部
  - 及川2丁目
  - 三田の一部
  - 三田1丁目
  - 三田2丁目
  - 三田3丁目
  - 三田南1丁目の一部
  - 三田南3丁目
  - 妻田東
  - 妻田西
  - 妻田北
  - 妻田南の一部
  - 下荻野の一部
  - 棚沢の一部

## 進学前小学校
- 厚木市
  - 厚木市立三田小学校（一部は厚木市立睦合東中学校へ）
  - 厚木市立清水小学校（一部は厚木市立睦合東中学校へ）
  - 厚木市立妻田小学校 （一部は厚木市立睦合東中学校へ）

## 卒業生の有名人
- 尾形佳紀 - 元プロ野球選手（広島東洋カープ）
- 小宮山慎二 - 元プロ野球選手（阪神タイガース）
- 小泉今日子 - アイドル、歌手、女優
- 岩﨑恭平 - 元プロ野球選手（中日ドラゴンズ）
- 浅香航大 - 俳優
- カカロニ - 栗谷（お笑い芸人）

## 部活動
運動部
- 陸上部(男女）
- 軟式野球部(男女）
- サッカー部(男女）
- 卓球部(男女）
- バスケットボール部（男女）
- ソフトテニス部（男女）
- 女子バレーボール部

文化部
- 写真自然科学部
- 美術部
- 演劇部
- 吹奏楽部

（2024年時点）